# Kassel
|  | Aquest article tracta sobre una ciutat alemanya. Vegeu-ne altres significats a «Cassel». |

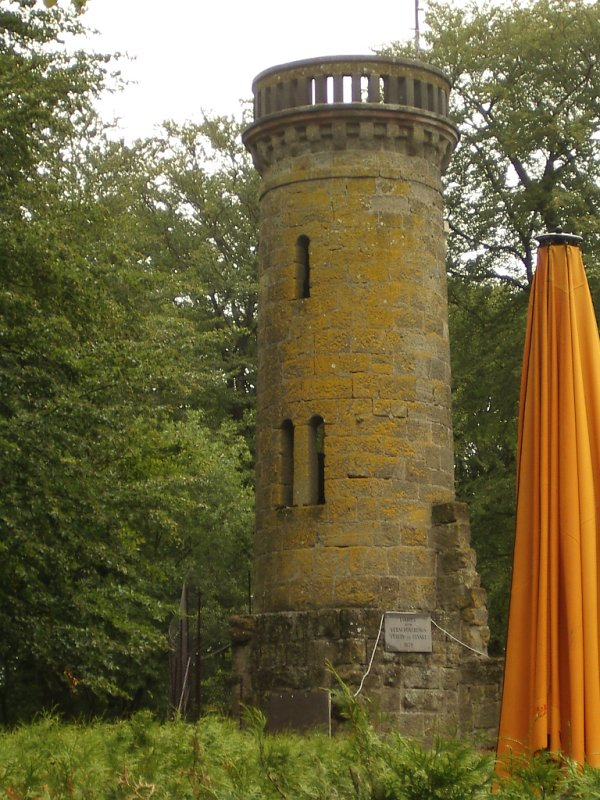
LElfbuchenturm al bosc de Habicht

Kassel (fins al 1926 Cassel) és una ciutat alemanya de l'estat de Hessen amb uns 200.000 habitants. Està situada a les ribes del riu Fulda.
És l'únic nucli urbà gran del nord de Hessen, raó per la qual actua com a centre econòmic i cultural de la regió. Cada cinc anys s'hi celebra una important exposició d'art contemporani que n'ocupa molts espais públics, la "documenta".

## Història
Les primeres mencions de Kassel daten de l'any 1. El 1189 rebé el títol de ciutat, i sota Hendrik I de Hessen esdevingué capital del comtat de Hessen. Entre 1567 i 1807 i entre 1813 i 1866 fou la capital de Hessen-Kassel, mentre que entre 1807 i 1813 ho fou del regne de Westfàlia. A Kassel es va publicar el 1614 la Fama Freternitatis, primer manifest rosicrucià que faria esclatar a Europa una intensa agitació en els mitjans filosòfics i religiosos.
La influència francesa es percep en l'arquitectura dels diferents barris i en els noms de diversos llocs i carrers, i s'explica perquè en elles van residir els protestants francesos (hugonots) que van fugir després de la revocació de l'edicte de Nantes.
Hesse-Kassel va ser un antic estat independent després del Landgraviat de Hesse. Va ser també en els seus orígens un landgraviat i posteriorment un principat electoral dins del Sacre Imperi Romanogermànic. Quan l'Imperi es va extingir el 1806, l'estat va passar a formar part de la Confederació del Rin, si bé va mantenir el seu títol de Principat Electoral fins al 1866, quan va ser annexat per Prússia. La seva capital va ser sempre la ciutat de Kassel.

## Transport
Kassel té un bon sistema de vuit línies de tramvia, totes passen pel centre de la ciutat i després es despleguen en diferents direccions cap a ciutats satèl·lits. Kassel és pionera també per haver introduït, a principis del 2000, el concepte de tramvies (North Hessen RegioTram system) cap a Hofgeismar i Warburg. Avui dia compta amb quatre línies de RegioTram.
La ciutat està connectada a la xarxa de trens Deutsche Bahn amb dues estacions, Kassel Hauptbahnhof, la tradicional estació central que s'ha reduït a la funció d'una estació regional des de l'obertura de la línia de trens d'alta velocitat Hannover-Würzburg el 1991, i l'estació Kassel-Wilhelmshöhe de les línies d'alta velocitat InterCityExpress i InterCity.
Quant als serveis d'autopistes, Kassel està connectat a l'A 7, A 49 i A 44.

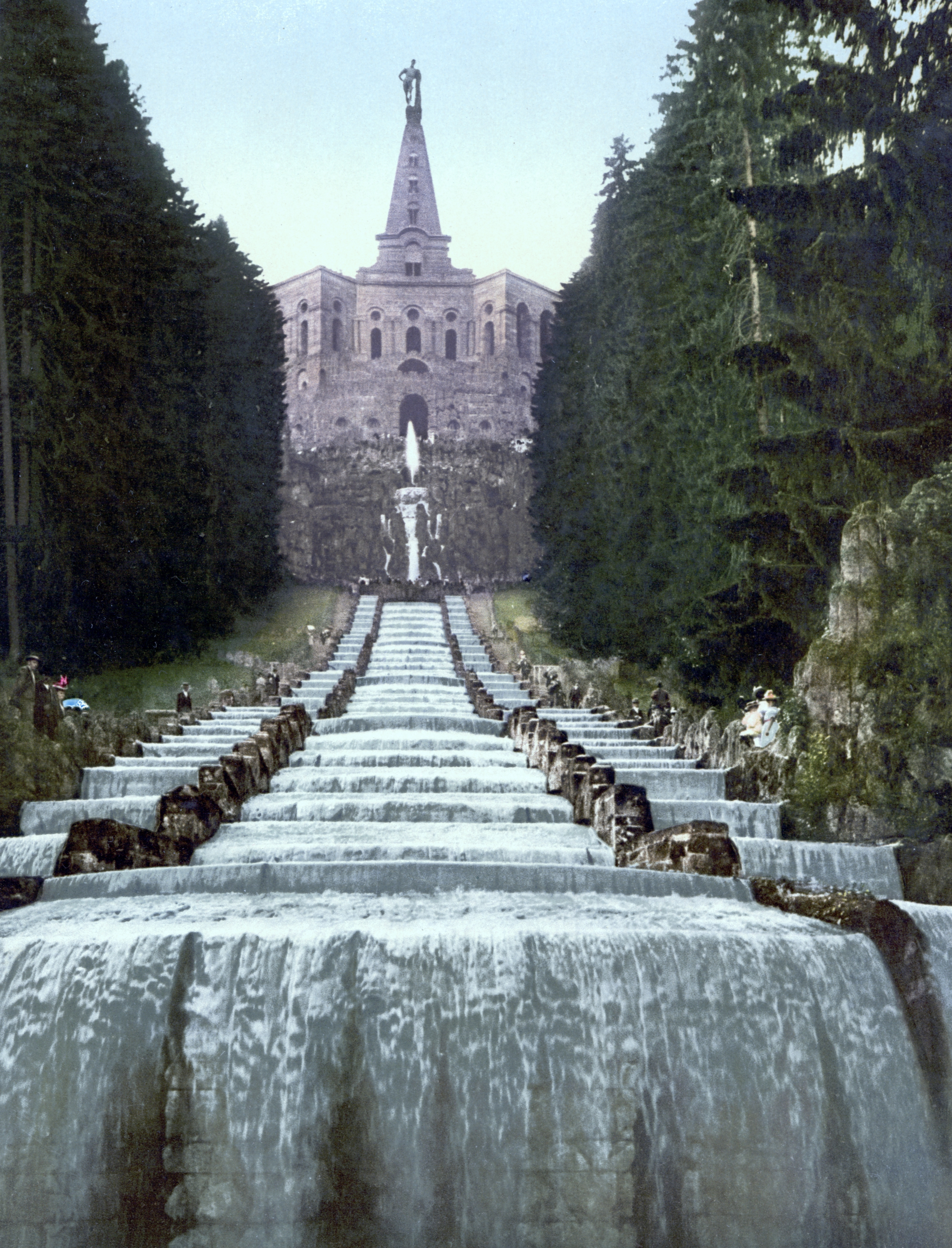
Parc d'Hèrcules.

## Cultura
Entre el 1812 i el 1815 els germans Grimm van reunir a Kassel la majoria dels contes que conformen la seva col·lecció de faules. La ciutat conserva aquesta herència i el Museu dels Germans Grimm al Palau de Bellevue exposa una col·lecció de llibres de contes històrics de diferents parts del món.
El monument principal de Kassel és una estàtua d'Hèrcules situada al cim d'un turó que domina la ciutat. El Parc d'Hèrcules podria ser declarat Patrimoni Cultural de la Humanitat l'any 2012.

## Fills il·lustres
- 1749: Elisabeth Mara, cantant d'òpera
- 1816: Paul Julius Reuter, fundador de l'agència de notícies Reuters
- 1865: Philipp Scheidemann, canceller imperial
- 1941: Hans Eichel, polític
- 1956: Wolfgang Berus, pintor
- J. N. Endter, músic